# Бошняку, Костандин
Костандин Бошняку (алб. Kostandin Boshnjaku; 20 октября 1888, Стегопул, Османская Албания — 22 декабря 1953, Дуррес, НРА) — албанский экономист, предприниматель-финансист, банкир, политик и дипломат, исторически первый коммунист Албании. Активный сторонник Октябрьской революции, функционер Коминтерна. Причислялся к ведущим албанским интеллектуалам. В 1945—1946, при правлении Энвера Ходжи — гендиректор Госбанка Албании. Отстаивал финансовую самостоятельность НРА от ФНРЮ, выступал за умеренный курс в экономической политике КПА. Был репрессирован и приговорён к пожизненному заключению. Амнистирован после казни Кочи Дзодзе. Реабилитирован после падения коммунистического режима.

## Интеллектуал-финансист
Родился в сельской семье албанских православных. Экономическое образование получил в Греции, окончил Пирейский торговый институт. Стажировался по экономике в кайзеровской Германии. Считался одним из ведущих албанских интеллектуалов. Был хорошим оратором, ярким публицистом, в совершенстве владел английским, французским, немецким, русским, турецким, греческим и древнегреческим языками.
С 1908 Костандин Бошняку представлял французские банки в Российской империи. Работал в Санкт-Петербурге и Одессе. В 1914 Вильгельм Вид пригласил Бошняку в Княжество Албания. Полгода с марта по сентябрь 1914 года Бошняку занимал пост главы государственного казначейства. Был соучредителем Албанской националистической партии. После начала Первой мировой войны вернулся в Россию для ведения банковского бизнеса.

## Первый коммунист
Костандин Бошняку был сторонником национальной независимости и ускоренного социально-экономического развития Албании. С этих позиций он поддержал Октябрьскую революцию, увидев в ней модель преобразований для своей страны. Установил связи с большевистскими властями Советской России. Создавал в России албанские поселения.
В 1921 Бошняку вернулся в Албанию, где первым повёл активную пропаганду коммунизма. В 1922 вместе с Омером Нишани вновь отправился в Москву с дипломатической миссией. Устанавливал официальные контакты албанского правительства Джафера Юпи с Совнаркомом СССР. Был официальным представителем Албании в Гааге и Стамбуле.
Вернувшись на родину в 1923, Костандин Бошняку тесно сотрудничал с левыми политическими организациями, особенно с революционной группой Авни Рустеми. Пропагандировал идеи большевизма, акцентировал тот факт, что публикация большевиками тайных договоров царской России предотвратила раздел Албании. Контактировал с Коминтерном. Способствовал принятию траурной резолюции албанского парламента по случаю смерти Ленина в январе 1924.
В июне 1924 Костандин Бошняку активно поддержал республиканское движение Фана Ноли. После его поражения в декабре Бошняку вынужден был бежать из Албании.

## Эмиграция и возвращение
При режиме Ахмета Зогу был заочно приговорён к пожизненному заключению. Проживал в Австрии, посещал Швейцарию, Францию, Германию, другие страны Европы. Активно участвовал в деятельности эмигрантского левореспубликанского комитета КОНАРЕ. Являлся посредником между республиканцами Фана Ноли и СССР, организовывал советские финансовые поступления для албанских республиканцев. Был одним из основных агентов Коминтерна в Балканском регионе. Его политическое мышление характеризуется как «основанное на коминтерновских директивах».
Костандин Бошняку поддерживал дружеские отношения с такими европейскими интеллектуалами, как Альберт Эйнштейн и Анри Барбюс. В 1929 Костандин Бошняку был арестован в Вене по подозрению в участии в покушении на короля Зогу. Был быстро освобождён по ходатайству Ноли, Барбюса и Эйнштейна.
Итальянская оккупация Албании в 1939 означала также свержение Ахмета Зогу. Это позволило Костандину Бошняку снова вернуться на родину. Работал в банковской системе, участвовал в деятельности национально-патриотических организаций.
По некоторым данным, Бошняку первоначально ориентировался на Германию, считая, что немцы помогут албанцам достичь независимости от Италии. Однако после нападения Германии на СССР в 1941 Бошняку изменил позицию. В 1943 примкнул к Национально-освободительному фронту Албании, возглавляемому Коммунистической партией (КПА).

## Глава госбанка
В ноябре 1944 коммунистическая НОАА установила контроль над страной. К власти пришла КПА во главе с Энвером Ходжей. Костандин Бошняку, как ветеран коммунистического движения (хотя не состоявший формально в коммунистических организациях), включился в новую систему власти. 17 января 1945 он был назначен директором Государственного банка Албании. 2 декабря 1945 избран в Конституционное собрание от Шкодера.
Костандин Бошняку участвовал в переговорах Энвера Ходжи с американским генералом Джозефом Джейкобсом и представителем Минфина США Гарднером Паттерсоном об открытии счётов в американских банках для переводов в НРА средств албанской диаспоры.
Между Костандином Бошняку и руководством КПА быстро обозначились жёсткие противоречия. Первое касалось проюгославского курса, ориентации на режим Иосипа Броз Тито. Бошняку был решительным противником плана объединения денежных систем албанского лека с югославским динаром и подчинении Банка Албании Национальному банку Югославии. Кроме того, Бошняку выступал за более умеренный курс в экономической политике. Расхождения достигали такого серьёзного уровня, что Бошняку примкнул в Народном собрании к оппозиционной Депутатской группе Ризы Дани и Шефкета Бейя.
22 декабря 1945 Костандин Бошняку направил официальное письмо в правительство Энвера Ходжи. В этом обращении гендиректор госбанка настаивал на сохранении в албанской экономике частной инициативы и частного сектора, гарантиях крестьянского землевладения, мелкого ремесленного производства и торговли, развития кооперации, хозрасчётных начал госсектора. Он требовал, чтобы министерства «не мешали и не вредили работе», а наоборот, «учились у частных лиц».
Такая позиция кардинально противоречила сталинистским установкам КПА. 2 апреля 1946 Костандин Бошняку был снят с должности гендиректора госбанка. Стремительно ухудшались личные отношения Бошняку с Ходжей. Они даже не называли друг друга по имени и фамилии. Бошняку считал Ходжу несопоставимым с собой по культурному уровню и на правах старшего именовал первого секретаря ЦК не иначе как «сын Халиля». Ходжа с демонстративным пренебрежением называл гендиректора госбанка «товарищ бошняк».

## Арест и заключение
15 мая 1947 Сигурими арестовала Костандина Бошняку как «англо-американского и греческого агента». Перед следствием и судом он предстал в рамках «дела Депутатской группы». В ходе той же репрессивной кампании был арестован лидер албанского «умеренного коммунизма» Сейфула Малешова. Покончил с собой министр экономики Нако Спиру, разделявший позиции Бошняку (при этом санкционировавший арест оппозиционных депутатов).
31 декабря 1947 Костандин Бошняку был приговорён к пожизненному заключению. Всё его имущество конфисковывалось в пользу государства. На этот раз ходатайство Альберта Эйнштейна не возымело действия.

## Последние годы
В 1948 политическое положение в Албании резко изменилось. Энвер Ходжа поддержал Сталина против Тито в советско-югославском конфликте. Титоистская Югославия превратилась в главного врага ходжаистской Албании. Был арестован, приговорён к смертной казни и в 1949 повешен как «титоист» бывший министр внутренних дел Кочи Дзодзе.
Некоторые албанские политзаключённые были освобождены как «жертвы Дзодзе». 27 апреля 1949 вышел из тюрьмы Костандин Бошняку. Некоторые источники утверждают, что в его освобождении сыграло роль личное заступничество посла СССР в Албании Дмитрия Чувахина.
Никакой политической роли Костандин Бошняку уже не играл, находился под надзором Сигурими. Последние годы прожил в Дурресе с женой-австрийкой Маргарете Шмид (детей супруги не имели). Ему не было назначено даже пенсии. Зарабатывал на жизнь переводами с иностранных языков, которые жена отпечатывала на машинке. 65-летний Костандин Бошняку скончался в глубокой бедности.

## Память
В НРА/НСРА первый албанский коммунист считался «буржуазным оппортунистом» и «хозяйственным вредителем». О каких-либо его заслугах упоминать запрещалось. Фигура Костандина Бошняку замалчивалась официальной историографией.
После падения коммунистического режима Костандин Бошняку был посмертно реабилитирован. Исследователи причисляют его к интеллектуалам-идеалистам, для которых «коммунизм означал всеобщее благосостояние, а не сталинскую жестокость».